# Antero de Oliveira
Anthero Amélio de Oliveira Silva, mais conhecido como Antero de Oliveira - (Rio de Janeiro, 30 de julho de 1930 - Rio de Janeiro, 1º de maio de 1977) foi um ator brasileiro.

## Carreira
Sua estreia se deu em 1967, no filme Cara a Cara, de Júlio Bressane. Na televisão seu primeiro trabalho foi em 1969, na novela Um Gosto Amargo de Festa, pela TV Tupi. Nesse mesmo ano chamou a atenção da crítica ao protagonizar o  filme Matou a Família e foi ao Cinema, no papel do filho assassino.
Na televisão, sua melhor participação foi na novela Bandeira 2, onde viveu Quincas, personagem da parte pobre da trama, contracenado com Anecy Rocha.
Participou do programa Chico City, do comediante Chico Anysio,  onde fez vários personagens.
Antero de Oliveira se mudou para a Barra da Tijuca no início dos anos 70 com sua esposa, Maria Lúcia Ribeiro, onde teve seu único filho, Pedro. 
Foi militante de esquerda e chegou a colaborar com o grupo que sequestrou o embaixador americano Charles Elbrick, em 1969, ao dar guarida e providenciar disfarces para fuga.
Faleceu vitimado pelo câncer, após ficar cerca de um mês internado.

## Trabalhos

### Televisão
- 1969 - Um Gosto Amargo de Festa
- 1970 - Assim na Terra Como no Céu  - Mãozinha
- 1971 - Bandeira 2 - Quincas
- 1971 - O Crime do Silêncio
- 1973 - Chico City

### Cinema
- 1967 - Cara a Cara - Raul
- 1969 - Matou a Família e Foi ao Cinema - o assassino
- 1969 - Tempo de Violência
- 1970 - A Possuída dos Mil Demônios
- 1971 - Em Família - Roberto
- 1971 - O Crime do Silêncio
- 1972 - Sombra de Suspeita
- 1976 - Pedro Bó, o Caçador de Cangaceiros
- 1978 - A Noiva da Cidade

### Outro trabalhos
- 1968 Brasil Verdade (documentário) - Narrador[4]
- 1970 Paulicéia Fantástica (documentário) - narrador
- 1972 Herança do Nordeste (documentário) - narrador